# Museu del Còmic d'Inca
El Museu del Còmic d'Inca és un projecte de museu presentat pel Clúster del Còmic de Mallorca amb el suport de l'Ajuntament d'Inca. El museu s'ubicarà a Cas Metge Cifre, un edifici de tres plantes propietat de Caixa Colonya, que cedirà l'edifici. Es preveu que el fons del museu estigui format per la col·lecció personal del Jaume Vaquer, formada per uns 1.500 originals de còmic. Inclourà peces com una portada de Mundo mutante de Richard Corben, tires de Mafalda i Peanuts, Els Quatre Fantàstics de Stan Lee, del Little Nemo in Slumberland o del Blueberry de Jean Giraud, entre d'altres. Es preveu que estigui finalitzat abans del 2030.